# Петербург-концерт
«Петербург-концерт» — единственная государственная организация Северо-Западного региона, которая реализует все виды зрелищных искусств: от массовых праздников на улицах и площадях до камерных концертов в гостиных петербургских особняков. Его история — это жизнь нескольких поколений артистов, зрителей и слушателей, тысячи спектаклей и концертов в России и за рубежом[стиль]. Свою историю ведёт с 1930 года, когда была создана Ленгосэстрада (Объединения ленинградской государственной эстрады). В 1965 году появилось название «Ленконцерт», а в последние годы — «Петербург-концерт».

## История
Создан в 1965 году на базе концертного бюро Ленинградской филармонии и Ленинградского отделения Всероссийского гастрольно-концертного объединения, однако ведёт отчёт своей деятельности от Ленгосэстрады, образованной в 1931 году.
Занимался проведением концертов классической и эстрадной музыки, а также литературных программ.
Под эгидой «Ленконцерта» выступали такие звёзды и легендарные коллективы советской эстрады, как Театр Б.Эйфмана, Мюзик-холл и театр Буфф, Театр миниатюр Аркадия Райкина, ансамбль «Дружба» с Эдитой Пьехой, «Поющие гитары», Жан Татлян, Людмила Сенчина, Мария Пахоменко, Александр Розенбаум, группы «Зоопарк», «Пикник», «Форум» и «Секрет». Благодаря деятельности «Ленконцерта» в Советском Союзе состоялись выступления Мориса Бежара, Мирей Матье, театра «Кабуки», «Комеди Франсез».

## Структура «Ленконцерта»
«Ленконцерт» состоял из 3 творческих отделов: филармонического (в него входило свыше 130 музыкантов-исполнителей, ансамбли и коллективы разных жанров), отдела художественного воспитания детей и юношества (вёл музыкально-просветительскую работу) и эстрадного отдела. В концертах участвовали исполнители как Ленконцерта, так и филармонии, музыкальных и драматических театров.
Имел постоянные сценические площадки, такие как: Ленинградский концертный зал, Большой концертный зал «Октябрьский», Дворец спорта «Юбилейный», Театр эстрады, Театрально-концертный зал «Время» (Проспект Стачек 105, построен в 1983 году «по наказу избирателей» юго-запада Ленинграда), в 1987 году на базе Ленконцерта был открыт Камерный музыкальный театр.

## Здание
C 1964 года организация размещается в доме Кочневой (набережная реки Фонтанки, 41).
Лишь в годы блокады удалось обнаружить документы о прошлом этого здания. Выяснилось, что его построил в 1805—1808 годах для купца Ф. Ильина архитектор Луиджи Руска.
Фасад дома выдержан в традиционных формах классицизма. Значительную ценность представляют собой декоративное убранство интерьеров второго этажа, сохранившиеся фрагменты росписи стен и оформления вестибюля, художественные кафельные печи зала, барельефный фриз, паркеты и другие элементы декора, в создании которого участвовали такие крупные мастера как И. И. Теребенёв (соавтор скульптурного оформления фасада Адмиралтейства) и живописец Джованни (Иван Карлович) Скотти. Это строение принадлежит к числу лучших памятников гражданской архитектуры Санкт-Петербурга начала XIX века.

## Награды
- Почётный диплом Законодательного Собрания Санкт-Петербурга (17 ноября 2010 года) — за выдающийся вклад в развитие культуры и искусства в Санкт-Петербурге, а также в связи с 80-летием со дня основания[4]